# Typhlatya iliffei
Typhlatya iliffei é uma espécie de crustáceo da família Atyidae.
É endémica das Bermudas.